# Tannington
Tannington – wieś w Anglii, w hrabstwie Suffolk, w dystrykcie Mid Suffolk. Leży 25 km na północny wschód od miasta Ipswich i 129 km na północny wschód od Londynu. Miejscowość liczy 110 mieszkańców.